# پردنجان
پردنجان شهری در شهرستان فارسان از توابع استان چهارمحال و بختیاری است. قدمت این شهر به بیش از دو هزار سال بازمی‌گردد. جمعیت این شهر بر اساس سرشماری سال ۱۳۹۵ برابر ۸۶۹۹ نفر بوده است.

## اقلیم‌شناسی
از کوه‌های معروف این منطقه زرده را می‌توان نام برد. در این منطقه امام زاده بی بی عزیز وجود دارد که مردم اعتقاد خاصی به آن دارند. اقوام این شهر از بازفت، امام قیس، ممسنی و هرچگان به این منطقه مهاجرت کرده و تخت قاپو شده‌اند.